# Гладков Єгор Геннадійович
Єго́р Генна́дійович Гладко́в — старший лейтенант Збройних сил України. Учасник російсько-української війни.

## Життєпис
У 2012 році закінчив Академію сухопутних військ імені гетьмана Петра Сагайдачного за спеціальністю «Управління діями підрозділів військової розвідки та спеціального призначення».
В часі російсько-української війни — у складі 54-го розвідувального батальйону.

## Нагороди
- за особисту мужність і героїзм, виявлені у захисті державного суверенітету та територіальної цілісності України, вірність військовій присязі нагороджений орденом Богдана Хмельницького ІІІ ступеня (11.03.2015)[1]